# Eriocaulon zyotanii
Eriocaulon zyotanii là một loài thực vật có hoa trong họ Eriocaulaceae. Loài này được Satake mô tả khoa học đầu tiên năm 1937.